# San Pablo de los Montes
San Pablo de los Montes es un municipio y localidad española de la provincia de Toledo, en la comunidad autónoma de Castilla-La Mancha. El término municipal tiene una población de 1644 habitantes (INE 2024).

## Toponimia
El término San Pablo de los Montes procede del hecho de que el convento de agustinos descalzos de la población, se acogiera al patronazgo de San Pablo Apóstol y de la comarca a la que pertenece.

## Geografía

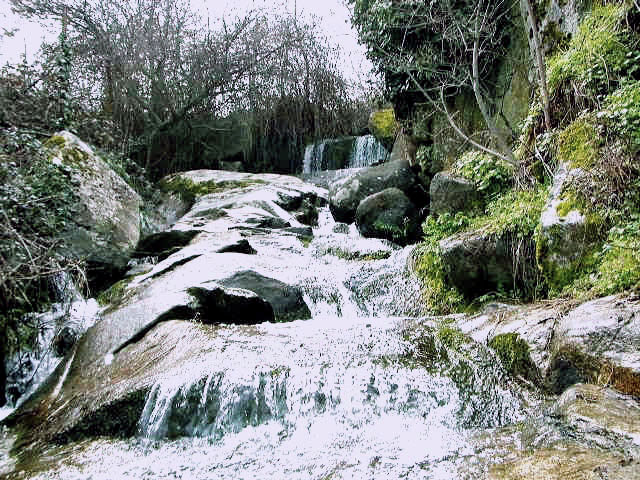
Arroyo de los Molinos en San Pablo de los Montes

Linda con los términos municipales de Retuerta del Bullaque en la provincia de Ciudad Real y Hontanar, Menasalbas y Las Ventas con Peña Aguilera, en la provincia de Toledo.

### Clima
De acuerdo a los datos de la tabla a continuación y a los criterios de la clasificación climática de Köppen modificada San Pablo de los Montes tiene un clima de tipo Csa (templado con verano seco y caluroso).
| Parámetros climáticos promedio de San Pablo de los Montes en el periodo 1964-1983 | Parámetros climáticos promedio de San Pablo de los Montes en el periodo 1964-1983 | Parámetros climáticos promedio de San Pablo de los Montes en el periodo 1964-1983 | Parámetros climáticos promedio de San Pablo de los Montes en el periodo 1964-1983 | Parámetros climáticos promedio de San Pablo de los Montes en el periodo 1964-1983 | Parámetros climáticos promedio de San Pablo de los Montes en el periodo 1964-1983 | Parámetros climáticos promedio de San Pablo de los Montes en el periodo 1964-1983 | Parámetros climáticos promedio de San Pablo de los Montes en el periodo 1964-1983 | Parámetros climáticos promedio de San Pablo de los Montes en el periodo 1964-1983 | Parámetros climáticos promedio de San Pablo de los Montes en el periodo 1964-1983 | Parámetros climáticos promedio de San Pablo de los Montes en el periodo 1964-1983 | Parámetros climáticos promedio de San Pablo de los Montes en el periodo 1964-1983 | Parámetros climáticos promedio de San Pablo de los Montes en el periodo 1964-1983 | Parámetros climáticos promedio de San Pablo de los Montes en el periodo 1964-1983 |
| Mes | Ene.                                                                              | Feb.                                                                              | Mar.                                                                              | Abr.                                                                              | May.                                                                              | Jun.                                                                              | Jul.                                                                              | Ago.                                                                              | Sep.                                                                              | Oct.                                                                              | Nov.                                                                              | Dic.                                                                              | Anual                                                                             |
| --- | --------------------------------------------------------------------------------- | --------------------------------------------------------------------------------- | --------------------------------------------------------------------------------- | --------------------------------------------------------------------------------- | --------------------------------------------------------------------------------- | --------------------------------------------------------------------------------- | --------------------------------------------------------------------------------- | --------------------------------------------------------------------------------- | --------------------------------------------------------------------------------- | --------------------------------------------------------------------------------- | --------------------------------------------------------------------------------- | --------------------------------------------------------------------------------- | --------------------------------------------------------------------------------- |
| Temp. media (°C) | 4.6                                                                               | 5.5                                                                               | 7.5                                                                               | 10.9                                                                              | 15.0                                                                              | 19.6                                                                              | 23.9                                                                              | 23.4                                                                              | 18.6                                                                              | 12.6                                                                              | 8.2                                                                               | 4.9                                                                               | 12.9                                                                              |
| Precipitación total (mm) | 107.4                                                                             | 131.4                                                                             | 94.2                                                                              | 71.9                                                                              | 64.2                                                                              | 51.7                                                                              | 17.9                                                                              | 5.8                                                                               | 42.1                                                                              | 79.1                                                                              | 79.2                                                                              | 96.5                                                                              | 841.5                                                                             |
| Fuente: Ministerio de Agricultura, Alimentación y Medio Ambiente. Datos de precipitación para el periodo 1964-1981 y de temperatura para el periodo 1969-1983 en San Pablo de los Montes |                                                                                   |                                                                                   |                                                                                   |                                                                                   |                                                                                   |                                                                                   |                                                                                   |                                                                                   |                                                                                   |                                                                                   |                                                                                   |                                                                                   |                                                                                   |

## Historia
En el término municipal se encuentran restos arqueológicos de distintos pueblos que lo habitaron. Como ejemplos cabe citar los restos de las minas de hierro romanas del siglo II a. C. y los asentamientos de origen visigodo del siglo VII, donde los Padres Agustinos edificaron el convento en el siglo XV.
Cerca del actual municipio se construyó en el siglo XIII una torre para la defensa de los posibles ataques de bandoleros o musulmanes muy frecuentes en aquella época. Es probable que los asentamientos en los alrededores de esta torre fueran el origen de la población, hipótesis que corroboran las numerosas tumbas antropomórficas de esa época. La torre acabaría convirtiéndose en el campanario de la actual iglesia parroquial.
Según tradición popular, el municipio se pobló tras la aparición en 1262 a un pastor llamado Magdaleno, de la imagen de la Virgen de Gracia, dentro de una fuente. El pastor fue contando la noticia por todos los pueblos cercanos, siendo los vecinos de Ajofrín quienes darían más importancia a la aparición y construirían la ermita de la Fuente Santa sobre la antigua fuente de la aparición. En la ermita guardaron la imagen aparecida y a partir de entonces se convirtió en una importante ruta de peregrinación. Este hecho pudo contribuir notablemente al aumento de la población de la localidad en aquellos tiempos.

## Demografía
Cuenta con una población de 1644 habitantes (INE 2024).
| Gráfica de evolución demográfica de San Pablo de los Montes entre 1842 y 2021 |
| |
| Población de derecho según los censos de población del INE Población de hecho según los censos de población del INEEn estos censos se denominaba San Pablo: 1842, 1857, 1860, 1877, 1887, 1897, 1900, 1910, 1920, 1930, 1940, 1950 y 1960 |

## Administración
| Periodo   | Nombre                    | Partido |
| --------- | ------------------------- | ------- |
| 1979-1983 | Alfredo Castro Jiménez    | PSOE    |
| 1983-1987 | Félix Subira Sánchez      | PSOE    |
| 1987-1991 | Jesús Agudo Crespo        | PP      |
| 1991-1995 | Félix Subira Sánchez      | PSOE    |
| 1995-1999 | Ineso Gómez Albarrán      | PP      |
| 1999-2003 | Ineso Gómez Albarrán      | PP      |

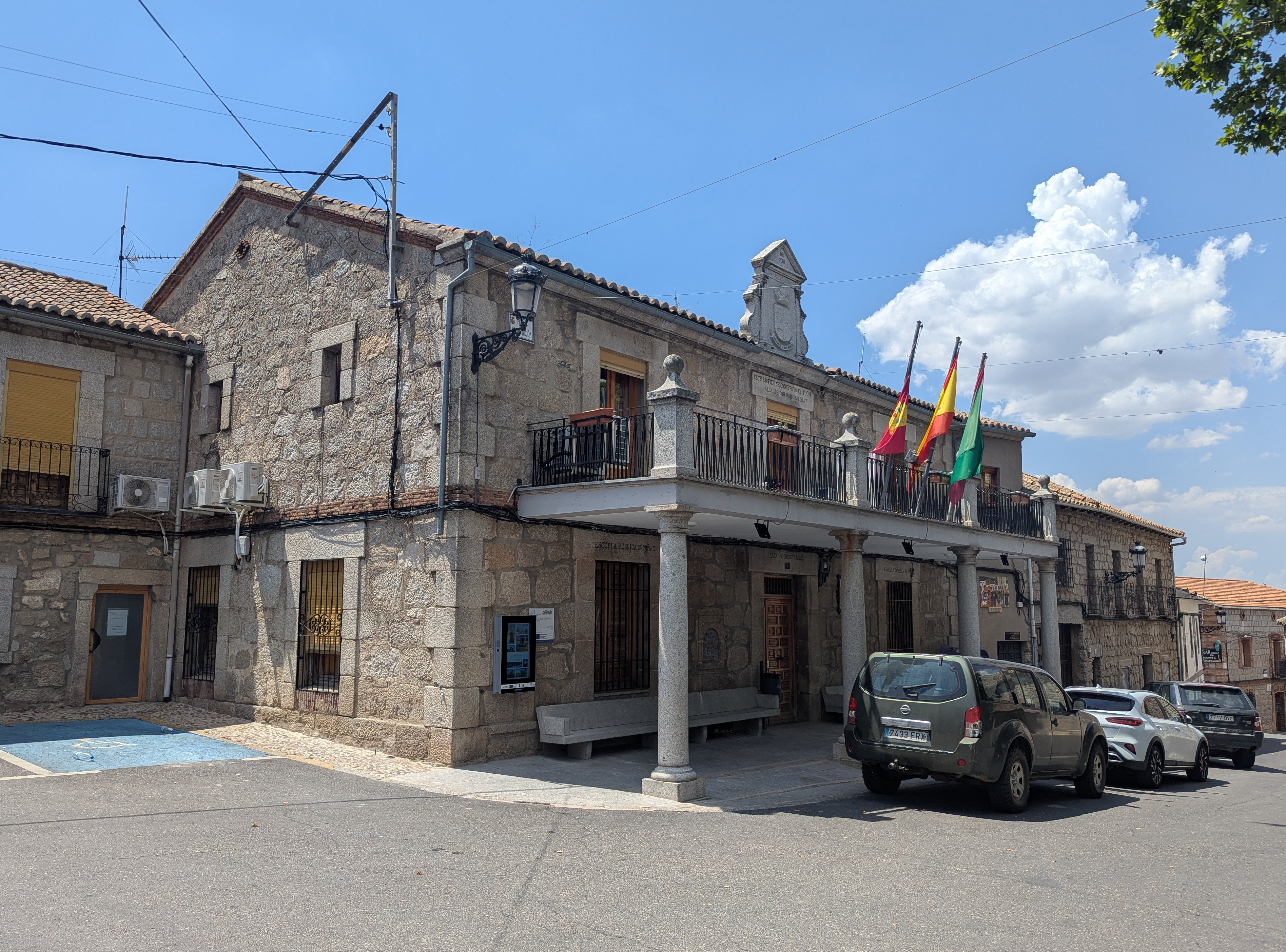
Casa consistorial

| 2003-2007 | Víctor Manuel Gómez López | PSOE    |
| 2007-2011 | Víctor Manuel Gómez López | PSOE    |
| 2011-2015 | Alicia Benito Minaya      | PP      |
| 2015-2019 | Alicia Benito Minaya      | PP      |
| 2019-2023 | Belén Jiménez Comendador  | PP      |
| 2023-act. | Eva García Azaña          | PSOE    |

## Patrimonio

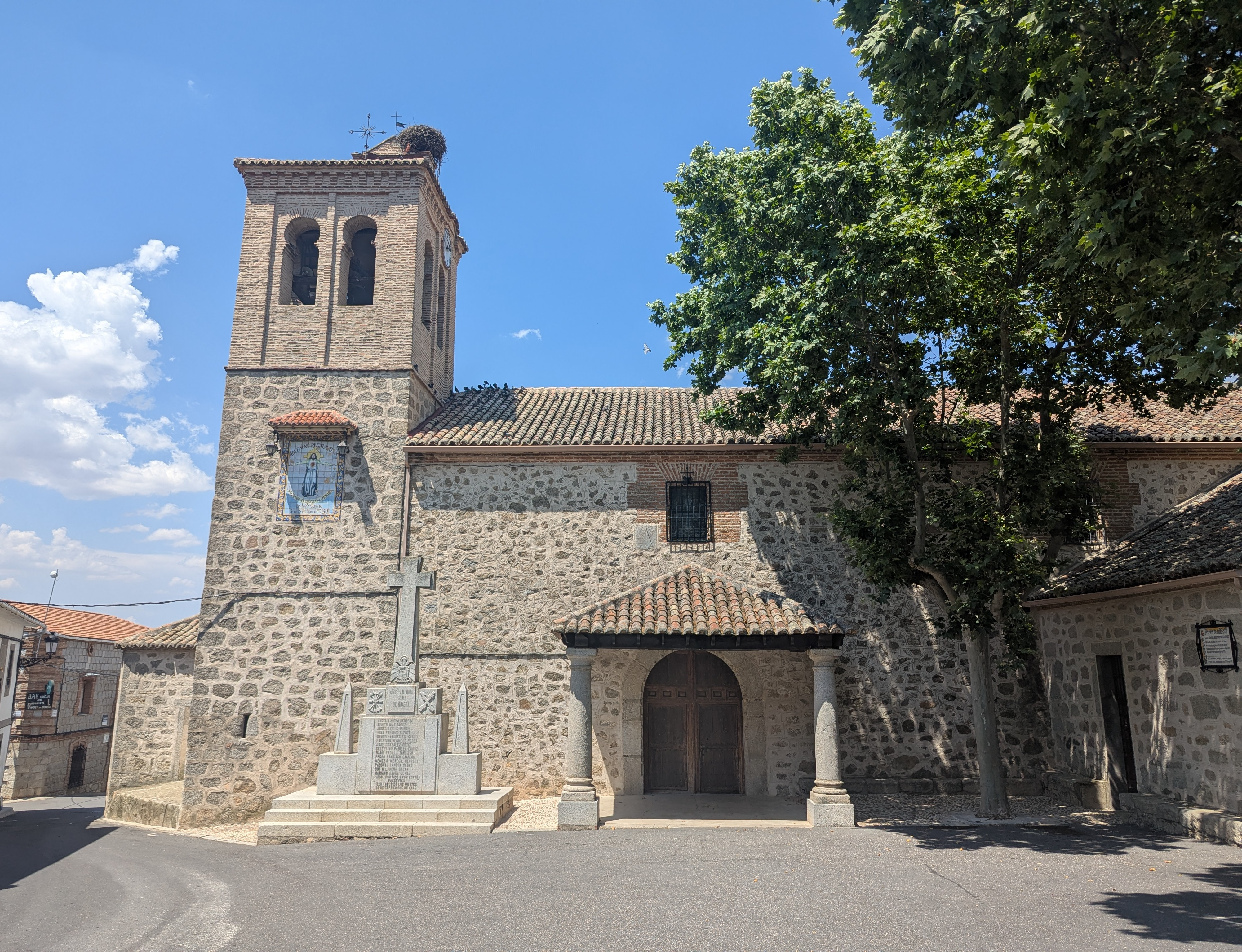
Iglesia de la Conversión de San Pablo

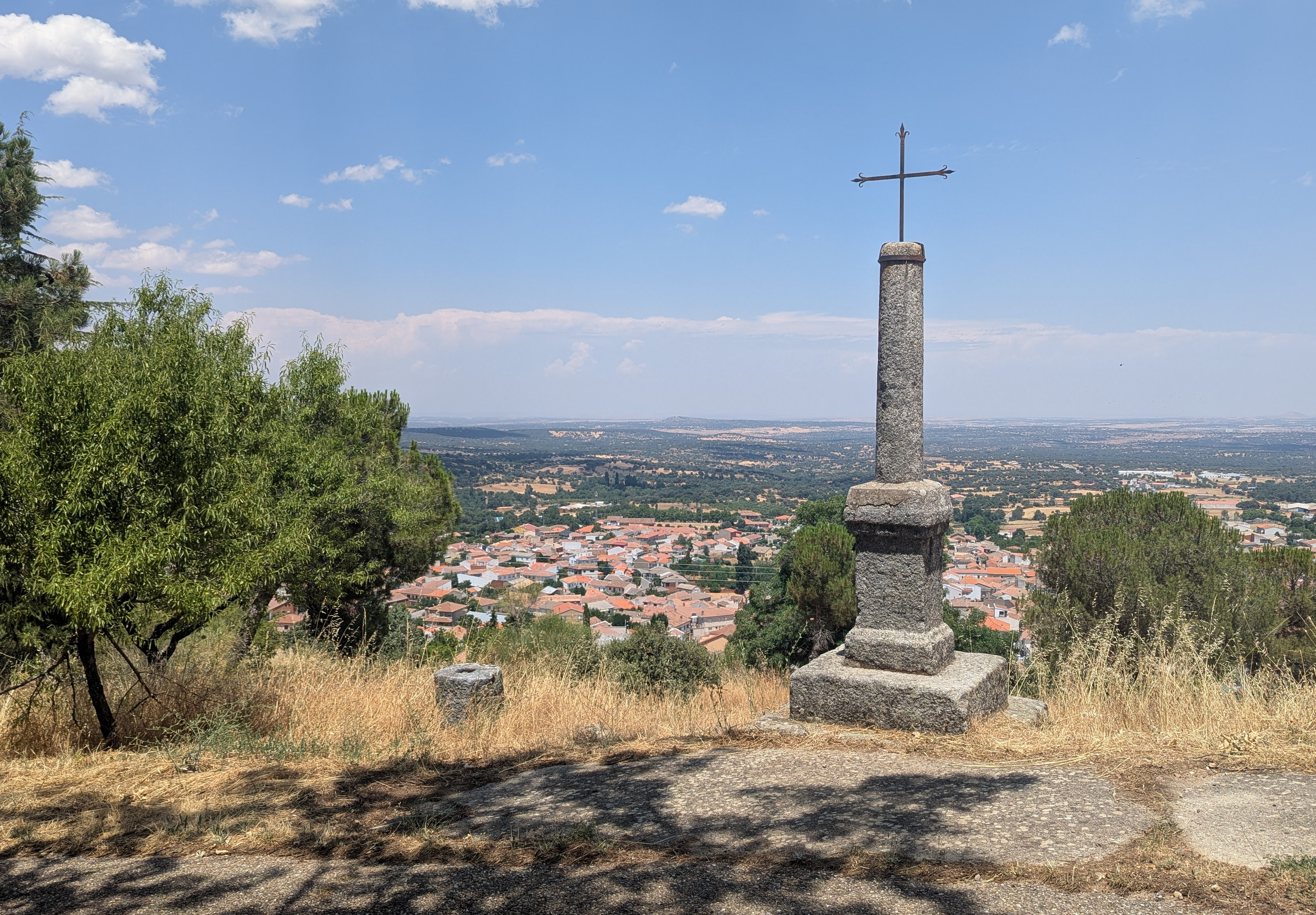
Cruz del Siglo

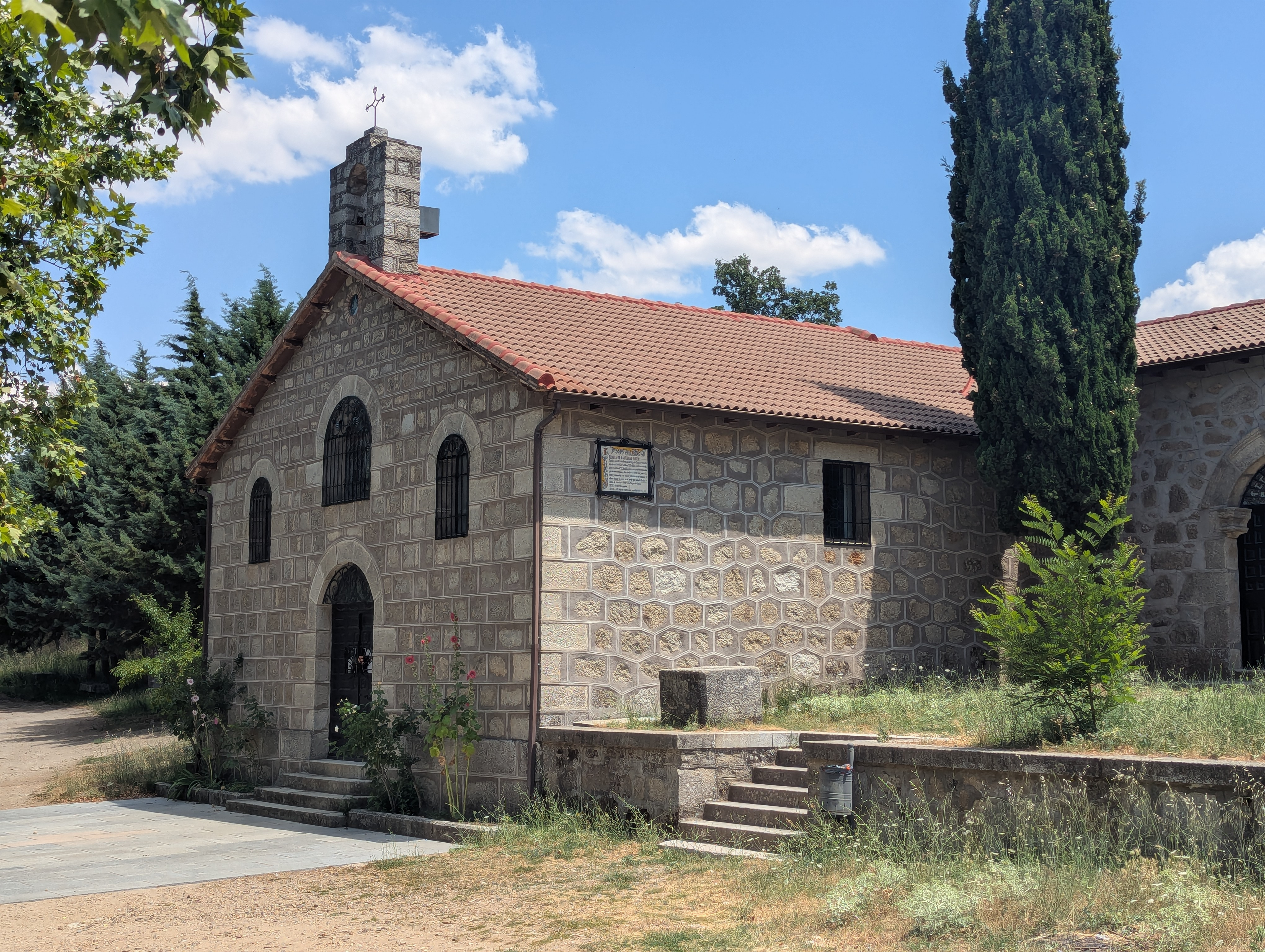
Ermita de la Fuente Santa

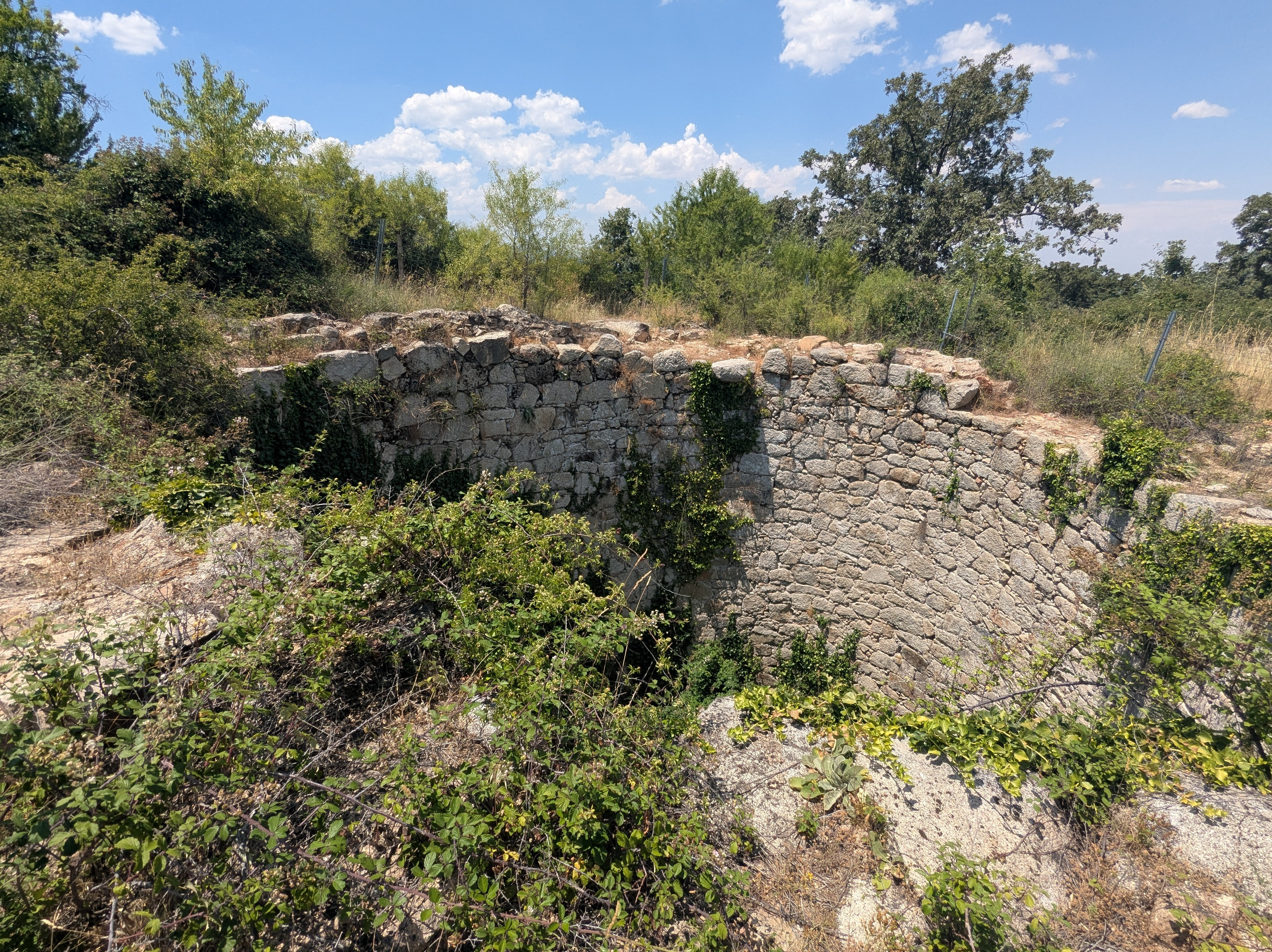
Pozo de la Nieve

- Iglesia parroquial de la Conversión de San Pablo
- Casa consistorial
- Observatorio Geofísico
- Calvario
- Convento de los Padres Agustinos
- Cruz del Siglo
- Ermita de la Fuente Santa
- Plaza de la Constitución
- Pozo de la Nieve
- Baños del Robledillo
- Molino del Tío Mairero (Molino hidráulico harinero)
- Minas romanas de hierro

## Fiestas
- 24 de enero|24 y 25 de enero: Fiesta de la Vaca o Día de San Pablo. Declarada Fiesta de Interés Turístico Regional. Esta fiesta comienza la noche de la “luminaria”, noche anterior al Día de Vaca. Se trata de una gran hoguera que se enciende por los quintos con leña que han recogido durante el día, para que se calienten los asistentes. Cuando las condiciones del fuego lo permiten los quintos cruzan la hoguera; esta velada se ameniza con chocolate y posterior baile. Al día siguiente se celebra el Día de la Vaca que consiste en un conjunto de actos donde se mezcla lo religioso: procesión y misa con lo profano: tirar del palo y correr la vaca. Los quintos ataviados con atuendos típicos de la fiesta “corren” a los forasteros sujetándolos por los brazos y pinchándoles con la vaca (par de cuernos de vaca unidos a un palo o astil adornados con cintas y flores) simulando que el forastero es corneado por la vaca, así se le conduce dentro del Ayuntamiento donde se le ofrece limonada y tostones, después el forastero es devuelto de la misma manera a su lugar de origen. Por la noche se celebra una verbena popular.
- Primer domingo de marzo: Fiesta de los Quintos. Se da la vuelta al pueblo montando la burrera, el chozo y baile de quintos.
- 15 de mayo: San Isidro. Festividad en honor de este santo, venerado en muchos municipios de España y que en la localidad tiene relevante importancia por su carácter folklórico. Durante la mañana se celebran actos religiosos como son procesión y misa en honor de San Isidro, para por la tarde comenzar los bailes populares caracterizados por su alegría y colorido donde al son de canciones populares tradicionales transmitidas a lo largo de generaciones, se interpretan bailes típicos por parte de grupos que van desde niños hasta mayores, todos ellos, ataviados con los trajes regionales propios de la localidad.
- Último domingo de mayo: Romería de la Virgen de Gracia. El domingo anterior al de la festividad se sube en procesión a la ermita de la Fuente Santa para recoger la imagen de la Virgen de Gracia para bajarla a la iglesia, donde permanecerá toda la semana. El día de la romería, a primeras horas de la mañana, sale una ronda por las calles del municipio cantando canciones tradicionales, a las doce sale la procesión hacia el paraje de la Fuente Santa donde se celebra una misa al aire libre en honor de la virgen, a continuación los asistentes comen en familia o en grupos de amigos alrededor de la ermita, para por la tarde celebrar la procesión por la explanada de la ermita, el ofrecimiento y la puja por los “Brazos de la Virgen” para introducirla en el interior de la ermita hasta el año siguiente. También existe una ruta de peregrinaje que se celebra el mismo día de la fiesta denominada “Ruta del Pastor Magdaleno”, que transita desde el municipio de Ajofrín hasta la ermita de la Fuente Santa.
- Del 13 al 18 de septiembre: fiestas en honor al Cristo de la Veracruz. Actividades culturales, misas y procesiones, carrera popular y otras actividades deportivas, actividades infantiles, dianas, conciertos, verbenas,  coronación de reinas y damas, subida a la cucaña, etc.